# Освртај
Освртај је поглед уназад, окретање ка прошлости и минулим дешавањима, ретроспектива. Освртај је окретање главе уназад са намјером да се виде дешавања иза особе која се осврће. Освртање у српском књижевном језику најчешће има историјски карактер.

## Историјско освртање у назад
Историјско освртање у назад је окретање ка минулим догађајима из прошлости.